# Walter Seelmann-Eggebert
Walter Seelmann-Eggebert (* 17. April 1915 in Schlachtensee, Kreis Teltow; † 19. Juli 1988) war ein deutscher Radiochemiker. 

## Leben
Seelmann-Eggebert war Student von Otto Hahn am Kaiser-Wilhelm-Institut für Chemie in Berlin-Dahlem, wo er mit Hahn, Lise Meitner und Fritz Strassmann zusammenarbeitete. Im Dezember 1940 erwarb er an der Friedrich-Wilhelms-Universität Berlin seinen Doktorgrad mit der Arbeit Direkte Messung der bei der Uranspaltung auftretenden Edelgase.
1949 wurde er auf Empfehlung des emigrierten österreichischen Physikers Guido Beck Gastprofessor der Chemie an der Universidad Nacional de Tucumán in der argentinischen Provinz Tucumán, 1952 in Mendoza und 1953 an der Universidad de Buenos Aires, wo er eine Gruppe Radiochemiker gründete, die 20 neue Nuklide entdeckte. Schon 1951 wurde er in die Nationale Atomenergie-Kommission Argentiniens berufen, wo er beim Neuaufbau der argentinischen Atomforschung beteiligt war, der nach dem teuren Scheitern des Proyecto Huemul zur Gewinnung praktisch unbegrenzter Energie zu geringsten Kosten unter dem mutmaßlichen Scharlatan Ronald Richter, der 1947 aus Deutschland kam, notwendig wurde. 
1955 lud ihn Otto Hahn ein, für den Wiederaufbau der Radiochemischen Forschung nach Deutschland zurückzukehren. Seelmann-Eggebert folgte nach dem im selben Jahr erfolgten Sturz von Präsident Juan Perón, dem großen Förderer der argentinischen Atomforschung, diesem Ruf und wurde zunächst Professor in Mainz, bevor er 1958 das Radiochemische Institut des Kernforschungszentrums Karlsruhe um den von Karl Wirtz konzipierten Forschungsreaktor FR2 gründete und bis 1983 leitete. 1958 stellte er mit Gerda Pfennig die Karlsruher Nuklidkarte auf.